# روح سوار کامن
روح سوار کامن (انگلیسی: Kamen Rider Ghost)، یک درام ژاپنی توکوساتسو است که به عنوان هفدهمین دوره هیسه‌ای کامن رایدر و به طور کلی بیست و ششمین سریال اجرا می‌شود. تاکورو فوکودا به‌عنوان فیلم‌نامه‌نویس اصلی «شبح» و ساتوشی موروتا به عنوان کارگردان فعالیت می‌کند. این اولین بار در تی‌وی آساهی و ایستگاه‌های وابسته در سراسر ژاپن در 4 اکتبر 2015 پخش شد.